# Limba gotică crimeeană
Limba gotică crimeeană este un dialect al limbii gotice vorbit de către goții crimeeni în unele locații izolate din Crimeea până la sfârșitul secolului al XVIII-lea.

## Atestare
Existența unui dialect germanic în Crimeea este menționată în diverse surse, din secolul al IX-lea până în secolul al XVIII-lea. O singură sursă însă oferă detalii despre limbă în sine: o scrisoare din partea ambasadorului flamand Ogier Ghiselin de Busbecq, datată 1562 și publicată întâia oară în 1589, care include o listă de cam optzeci de cuvinte și un cântec presupus a fi pe această limbă.
Informațiile oferite de Busbecq au totuși câteva probleme. În primul rând, persoanele care l-au informat nu erau cu totul de încredere: unul era un vorbitor nativ de gotică crimeeană care și-a abandonat limba în favoarea greacăi, iar celălat era un grec care cunoștea gotica crimeeană ca limbă a doua. În al doilea rând, transcripția lui Busbecq a fost foarte probabil influențată de limba sa nativă, un dialect flamand al limbii olandeze. În al treilea rând, versiunile cunoscute publicate ale scrisorii sale au neîndoielnic mai multe greșeli tipografice.
Cu toate acestea, cea mai mare parte a vocabularului citat de Busbecq este fără îndoială de origine germanică, după cum chiar el a remarcat:
| Gotică crimeană | Engleză | Gotică biblică | Germană   | Olandeză | Feroeză                     | Islandeză | Norvegiană (BM/NN) | Suedeză                  | Daneză |
| --------------- | ------- | -------------- | --------- | -------- | --------------------------- | --------- | ------------------ | ------------------------ | ------ |
| apel            | apple   | apls (m.)      | Apfel     | appel    | súrepli (măr) epli (cartof) | epli      | eple               | äpple (fruct) apel (pom) | æble   |
| handa           | hand    | handus (f.)    | Hand      | hand     | hond                        | hönd      | hånd / hand        | hand                     | hånd   |
| schuuester      | sister  | swistar (f.)   | Schwester | zus(ter) | systir                      | systir    | søster / syster    | syster                   | søster |
| hus             | house   | -hūs (n.)      | Haus      | huis     | hús                         | hús       | hus                | hus                      | hus    |
| reghen          | rain    | rign (n.)      | Regen     | regen    | regn                        | regn      | regn               | regn                     | regn   |
| singhen         | sing    | siggwan (vb.)  | singen    | zingen   | syngja                      | syngja    | synge / syngja     | sjunga                   | synge  |
| geen            | go      | gaggan (vb.)   | gehen     | gaan     | ganga                       | ganga     | gå                 | gå                       | gå     |

(Notă: -gg- din interiorul cuvântului în exemplele din gotica biblică reprezintă /ŋg/)
Busbecq enumeră și câteva cuvinte pe care nu le-a recunoscut, cărora li s-a găsit însă ulterior cognate germanice: 
| Gotică crimeeană | Engleză               | Gotică biblică | Germană | Olandeză | Feroeză | Islandeză | Nordică veche | Norvegiană (BM/NN) | Suedeză       | Daneză | Engleza veche | Saxona veche | Germana de sus veche |
| ---------------- | --------------------- | -------------- | ------- | -------- | ------- | --------- | ------------- | ------------------ | ------------- | ------ | ------------- | ------------ | -------------------- |
| ano              | hen                   | hana (m.)      | Hahn    | haan     | hani    | hani      | haðna hani    | hane               | hane          | hane   | hana          | hano         | hano                 |
| malthata         | said                  | [neateastat]   | —       | —        | mælti   | mælti     | mælti         | mælte              | †mälde †mälte | †mælte | maþelode      | gimahlida    | gimahalta            |
| rintsch          | (hill/mountain) ridge | [neatestat]    | Rücken  | rug      | hryggur | hryggur   | hryggr        | rygg               | rygg          | ryg    | hrycg         | hruggi       | ruggi                |

(Notă: † arhaic)
Busbecq menționează un articol hotărât, pe care îl atestă fie ca tho sau the. Variația aceasta indică ori o distincție între genurile gramaticale ori o alomorfie similară articolului hotărât englez the, care se poate pronunța fie /ðə/, fie /ðiː/.

## Identificare și clasificare
Deși clasificarea acestei limbi ca „gotică” se bazează mai mult pe motive etnologice decât pe motive lingvistice — adică, din moment ce vorbitorii limbii sunt goți, limba trebuie să fie gotică — pare să împartă câteva caracteristici fonologice cu limba din Biblia lui Wulfila. De exemplu, cuvântul ada (ou) expune „ascuțirea” tipic gotică a proto-germanicului *-jj- în *-ddj- (la fel ca goticul iddja provenit din proto-germanicul *ijjē), provenind din cuvântul proto-germanic *ajja-.
Există și caracteristici conservate în gotica crimeeană și biblică care în limbile vest- și nord-germanice au suferit schimbări semnificative. De exemplu, ambele conservă /z/ ca sibilantă, în timp ce în toate celelalte limbi germanice a devenit /r/: un exemplu este cuvântul însemnând „el”, pe gotica crimeeană ies, pe gotica biblică is, însă pe germană er. De asemenea, ambele conservă sunetul /d/ în interiorul cuvântului în cuvintele însemnând „patru”, provenit din proto-germanicul *fedwōr: fyder, respectiv fidwōr. Sunetul este pierdut în celelalte limbi germanice: fēower pe engleza veche, fiuwar pe saxona veche, fior pe vechea germană de sus și fjórir pe nordica veche.
Nu poate fi însă stabilit fără îndoială că gotica crimeeană reprezintă un stadiu lingvistic ulterior goticei lui Wulfila. Unele inovații din gotica biblică nu se găsesc în acest dialect. De exemplu:
- Gotica crimeeană păstrează sunetul /e/, devenit /i/ în gotica biblică. De exemplu: reghen și suuester corespund lui rign și swistar.
- Gotica crimeeană păstrează /u/ înainte de /r/, acesta devenind /ɔ/ în gotica biblică, de exemplu vvurt versus waurþi.

Totuși, există și inovații similare celor din limbi vest-germanice, cum ar fi transformarea lui /θ într-o ocluzivă, manifestată în cuvântul crimeean tria, spre deosebire de cel standard þriu. Unele izvoare istorice menționează similaritatea goticei crimeene cu germana de jos și inteligibilitatea limbii pentru vorbitorii de germană.
Mai există două alternative: că gotica crimeeană reprezintă un membru al limbilor germanice de est separat de gotica biblică, sau că provine din limba unei populații vest-germanice care a migrat în Crimeea în Evul Mediu timpuriu, influențată ulterior de limba gotică. Ambele ipoteze au fost prezentate în secolul XIX și susținute în ziua de azi de Stearns, respectiv Grønvik. Chiar dacă nu există un consens cu privire la situație, este un fapt acceptat că limba gotică crimeeană nu e un descendent al goticei biblice.
Cântecul transcris de către Busbecq nu are caracteristici germanice atât de pronunțate și este imposibil de interpretat fără vreun dubiu. Nu există nici siguranța că este pe gotica crimeeană.

## Alte surse
Singurele adăugiri neaparținând lui Busbecq la acest corp foarte sumar de cuvinte sunt reprezentate de doi termeni potențial gotici din alte surse: Harfidel, un nume propriu găsit într-o incripție ebraică pe o piatră funerară din secolul V, și cuvântul razn, care ar putea fi sursa etimologică a termenului pentru „șipcă” în limba tătară crimeeană.
În 2015 au fost găsite de către istoricul rus Andrei Vinogradov cinci inscripții gotice pe cinci table de piatră excavate la Mangup, fosta capitală a goților crimeeni, în 1938. Acestea au fost descifrate de către el și Maksim Korobov. Inscripțiile au fost scrise într-a doua jumătate a secolului al IX-lea sau prima jumătate a secolului al X-lea.
Una dintre inscripții este o traducere în gotica biblică a Psalmului 77:13, care nu este inclus în manuscrisele cunoscute ale Bibliei gotice, care conține în principal traduceri din Noul Testament. Ortografia și sintaxa se potrivesc însă cu cele din Biblie. În inscripție este urmat de o frază care nu provine din Biblie, dar care imită gotica biblică:
ƕas g(u)þ mikils
swe g(u)þ unsar? þu
is g(u)þ waurkjands
sildaleika. ainn[s]
usstoþ
und aiwins
us dauþaum
jah in midjun[gard-]
„Care dumnezeu este mare ca Dumnezeul nostru? Tu ești Dumnezeul care face minuni. Unul s-a ridicat în vecie din morți și în lume...”
Inscripțiile mai pot fi interpretate și ca o traducere a unei formule bizantine.
f(rauj)a hilp skalkis þei[nis]
damja[na]us us w(e)inag[ardjam ?]
jah frawaur(h)tis
„Doamne, ajută-l pe robul tău Damian din (vie?) și pe păcătos”

## Dispariție
În 1780, Stanisław Siestrzeńcewicz-Bohusz, un arhiepiscop din Moghilău, a vizitat coasta sudică a Crimeei și Sevastopolul. Conform relatării sale, a întâlnit niște tătari vorbitori ai unei limbi similare germanei de jos, probabil o formă de gotică crimeeană.